# Santi Debriano
Santi Wilson Debriano, geboren als Alonso Santi Wilson Debriano Santorino (Panama, 27 juni 1955), is een Amerikaanse jazzbassist en orkestleider van de modern jazz.

## Biografie
Debriano is afkomstig uit een muzikale familie. Zijn vader is in Panama bekend als componist. Hij groeide op in het New Yorkse stadsdeel Brooklyn en begon tijdens de highschool contrabas te leren. Van 1972 tot 1976 studeerde hij op het college compositie en politiek om daarna zijn studies te vervolgen aan het New England Conservatory of Music (tot 1977) en later aan de Wesleyan University (1989–1991). Sinds 1978 begeleidde hij Archie Shepp en van 1983 tot 1985 behoorde hij tot de band van Sam Rivers. Verder werkte hij tijdens de jaren 1980 bij Kirk Lightsey, Oliver Lake, Attila Zoller en Jim Pepper. In 1989 ontstond zijn eerste album Soldiers of Fortune onder zijn eigen naam met John Purcell en Kenny Werner. Tijdens de jaren 1990 vervolgde hij zijn activiteiten als orkestleider van de formatie Circlechant en nam hij in 1998 het gelijknamige album op, waarop hij de muzikale invloeden van Astor Piazzolla, Duke Pearson, Prince en van Mario Bauzá verwerkte.
Bovendien werkte hij tijdens deze periode mee als sideman bij opnamen van George Cables, Joe Chambers, Kenny Drew jr., Sonny Fortune, D.D. Jackson, Jon Jang, Talib Kibwe, Pete LaRoca, Charles McPherson, David Murray en Larry Willis. Ook was hij lid van de All Star-formatie Roots van Arthur Blythe, Chico Freeman, Sam Rivers en Don Pullen. Sinds 1995 onderwees hij aan de Wesleyan University en aan The New School.

## Discografie
- 1987: Jim Pepper: Dakota Sound (Enja Records)
- 1988: Jim Pepper: The Path (Enja Records)
- 1994: Chico Freeman: Focus (Contemporary Records)
- 1996: Louis Hayes: Louis at Large (Sharp Nine Records)
- 1982-1986: Oliver Lake: compilation (Gramavision Records)
- 1995: Charles McPherson: Come Play with Me (Arabesque Records)
- 1996: David Murray: The Long Goodbye (DIW Records)
- 1997: D.D. Jackson: Paired Down (Justin Time Records)